# Campionati europei di ginnastica aerobica 2017
I Campionati europei di ginnastica aerobica 2017 sono stati la 10ª edizione della competizione organizzata dalla Unione Europea di Ginnastica.
Si sono svolti ad Ancona, in Italia, dal 22 al 24 settembre 2017.

## Nazioni partecipanti
- Austria
- Azerbaigian
- Bielorussia
- Bulgaria
- Rep. Ceca
- Finlandia
- Francia
- Germania
- Grecia
- Regno Unito
- Ungheria
- Israele
- Italia
- Lituania
- Portogallo
- Romania
- Russia
- Slovacchia
- Spagna
- Turchia
- Ucraina

## Medagliere
| Pos.   | Nazione  | Oro | Argento | Bronzo | Totale |
| ------ | -------- | --- | ------- | ------ | ------ |
| 1      | Russia   | 5   | 5       | 3      | 13     |
| 2      | Romania  | 4   | 1       | 5      | 10     |
| 3      | Spagna   | 2   | 1       | 0      | 3      |
| 3      | Turchia  | 2   | 1       | 0      | 3      |
| 5      | Ungheria | 1   | 4       | 3      | 8      |
| 6      | Italia   | 0   | 2       | 1      | 3      |
| 7      | Francia  | 0   | 0       | 1      | 1      |
| 7      | Ucraina  | 0   | 0       | 1      | 1      |
| Totale | Totale   | 14  | 14      | 14     | 42     |

## Podi

### Senior
| Evento                | Oro             | Argento       | Bronzo                |
| Individuale maschile  | Daniel Bali     | Pedro Cabanas | Roman Semenov         |
| Individuale femminile | Belen Guillemot | Dora Hegyi    | Anastasiia Degtiareva |
| Coppia mista          | Spagna          | Ungheria      | Romania               |
| Trio                  | Romania         | Russia        | Romania               |
| Step                  | Russia          | Ungheria      | Ucraina               |
| Danza                 | Russia          | Ungheria      | Romania               |
| Gruppo                | Romania         | Russia        | Ungheria              |
| Gara a squadre        | Romania         | Russia        | Ungheria              |

### Juniores
| Evento                | Oro               | Argento         | Bronzo            |
| Individuale maschile  | Petr Perminov     | Davide Nacci    | David Gavrilovici |
| Individuale femminile | Ayse Begum Onbasi | Daria Tikhonova | Ekaterina Gridina |
| Coppia mista          | Russia            | Turchia         | Romania           |
| Trio                  | Turchia           | Italia          | Ungheria          |
| Gruppo                | Romania           | Russia          | Francia           |
| Gara a squadre        | Russia            | Romania         | Italia            |